# Jim Galloway
Jim Galloway (nacido como James Braidie Galloway; Kilwinning, Ayrshire, Escocia, 28 de julio de 1936  - Toronto, Canadá, 30 de diciembre de 2014) fue un clarinetista y saxofonista de jazz. Él basó su carrera en Canadá desde que emigró a mediados de la década de 1960. Comenzó un conjunto, el Wee Big Band, a finales de 1970.
Uno de sus álbumes, Walking On Air, fue nominado para Mejor Álbum de Jazz en los premios Juno de 1980.
Fue director artístico del Festival de Jazz de Toronto de 1987 a 2009. En 2002 fue nombrado Caballero de la Orden de las Artes y las Letras de los franceses. Sus actuaciones musicales siguen disponibles en la página web del Festival de Jazz de Toronto.
Jim Galloway murió en cuidados paliativos en Toronto el 30 de diciembre de 2014.